# جزیره چراغی
چراغی از جزیره‌های غیر مسکونی ایرانی در خلیج فارس است که در استان بوشهر و در مقابل ناحیهٔ بردخون واقع شده‌است.